# هوانغ مينتشيانغ
هوانغ مينتشيانغ (في اللغة الصينية: 黄民强؛ من مواليد أكتوبر 1960) عالم رياضيات وعالم كمبيوتر صيني متخصص في معالجة المعلومات. وهو أستاذ باحث في معهد الأبحاث الثامن والخمسين لقوة الدعم الاستراتيجي لجيش التحرير الشعبي. وهو أكاديمي في الاكاديمية الصينية للعلوم وعضو مناوب في اللجنة المركزية التاسعة عشرة للحزب الشيوعي الصيني.

## السيرة الشخصية
ولد هوانغ في أكتوبر 1960 في شنغهاي. تخرج من قسم الرياضيات بجامعة فودان عام 1980. وحصل على الدكتوراه، من جامعة العلوم والتكنولوجيا في الصين عام 1989. 
هوانغ أستاذ باحث في معهد الأبحاث الثامن والخمسين لقوة الدعم الاستراتيجي لجيش التحرير الشعبي. تركز أبحاثه على معالجة المعلومات وتحليل الأنظمة والرياضيات المتقطعة. عمل كعضو في مجموعة خبراء ضمان المعلومات في برنامج 863.
في عام 2005، تم انتخاب هوانغ أكاديميًا في الاكاديمية الصينية للعلوم. انتخب عضوًا مناوبًا في اللجنة المركزية التاسعة عشرة للحزب الشيوعي الصيني في عام 2017.